# Battaglia di Serobeti
La battaglia di Serobeti venne combattuta il 16 giugno 1892 tra le truppe coloniali italiane e i guerrieri dervisci del cosiddetto Mahdi Muhammad Ahmad.

## Contesto
Lo scontro di Agordat rese più cauti i seguaci di Muhammad Ahmad, cosicché, per quanto l'Emiro di Cassala avesse minacciato una pronta vendetta, ad eccezione di qualche altra piccola razzia, nessun atto d'importanza si verificò per qualche tempo.
Intanto gli italiani occupavano Agordat quale loro avamposto, costruendovi a difesa un fortino e presidiandolo con una compagnia di àscari
La vittoria italiana, la fondazione del forte, e l'assoldamento delle bande del Barca, dettero così impulso alle relazioni commerciali con il Sudan.
Da quell'epoca passarono due anni circa prima che gli italiani si scontrassero nuovamente contro i mahdisti (16 giugno 1892)

## La battaglia
I mahdisti ripresero ardire nel giugno 1892 avanzando fra i Baria per riprendere le loro azioni di razzia. Ma anche questa volta al loro ritorno (16 giugno), sorpresi nella piana di Serobeti (sul torrente Mogoreb, a una giornata di marcia ad ovest di Agordat) dalle forze italiane comandate dal capitano Stefano Hidalgo e dal tenente Michele Spreafico, vennero ancora sconfitti dopo uno scontro sanguinoso nel quale gli italiani non disponevano che di 300 uomini, mentre il nemico ne aveva ben 900 (ma malamente armati), comandati dall'emiro Ibrahim Massamil e guidati da quel Faragiallah (Farajallāh) che aveva già ricevuta una dura lezione dal capitano Fara.
Nonostante che la colonna Hidalgo avesse trovato il nemico già schierato in ordine di combattimento sul terreno da esso prescelto, e nonostante la grande sproporzione di forze, il comandante italiano prese l'iniziativa dell'azione, lanciandosi decisamente avanti con tale impeto da travolgere il nemico in meno di due ore. I Dervisci lasciarono sul terreno 40 morti; gli italiani fecero molti prigionieri (almeno un centinaio) e s'impossessarono di 6 bandiere, numerose armi e di tutto il grano e il bestiame che il nemico aveva razziato, dopo aver incendiato, come era costume, alcuni villaggi del Barca, amici degli italiani e preziosi ausiliari della Colonia eritrea. Il capitano Hidalgo con la battaglia di Serobeti si meritò la croce di cavaliere dell'Ordine militare di Savoia, nonché un encomio solenne dei ministri della Guerra e degli Esteri.

## Conseguenze
Per i Dervisci, gente che vantava già al proprio attivo la conquista di Khartum e di Cassala, le occupazioni del Darfur, le azioni vittoriose contro l'Abissinia, la trionfale scorribanda nell'Equatore, la lezione era dura, e la ripercussione della disfatta doveva essersi sentita nel campo di Omdurman; sicché fin da allora una spedizione in grande stile contro gli italiani venne decisa allo scopo di vendicare l'affronto subito.